# Johannes Hudde
Johannes Hudde (neerlandès: Johannes van Waveren Hudde)  (Amsterdam, 23 d'abril de 1628 - Amsterdam, 15 d'abril de 1704) (o Jan Hudde, o Johan Hudde) va ser un matemàtic neerlandès, del segle xvii.

## Vida
Hudde neix en una prominent família d'Amsterdam, el seu pare era regidor de l'ajuntament de la ciutat. Segueix estudis de dret a la Universitat de Leiden i prepara el seu doctorat a França, tot i que no arriba a obtenir-lo. A Leiden va interssar-se molt per les matemàtiques sota la direcció de Frans van Schooten.
Tornat a Amsterdam, esdevé regidor de la ciutat el 1667 i el 1672 un dels seus quatre burgmestres (alcaldes rotatius), càrrec que ocuparà fins a vint-i-una vegades. També és nomenat Tresorer Ordinari de la ciutat.
El 1672 també és nomenat governador de la Companyia Neerlandesa de les Índies Orientals, la gran empresa que gestionava tot els negocis colonials de les Set Províncies.
Tots aquests nomenaments els va aconseguir malgrat les seves idees polítiques orangistes, el que demostra que devia ser un funcionari honrat i treballador.

## Obra

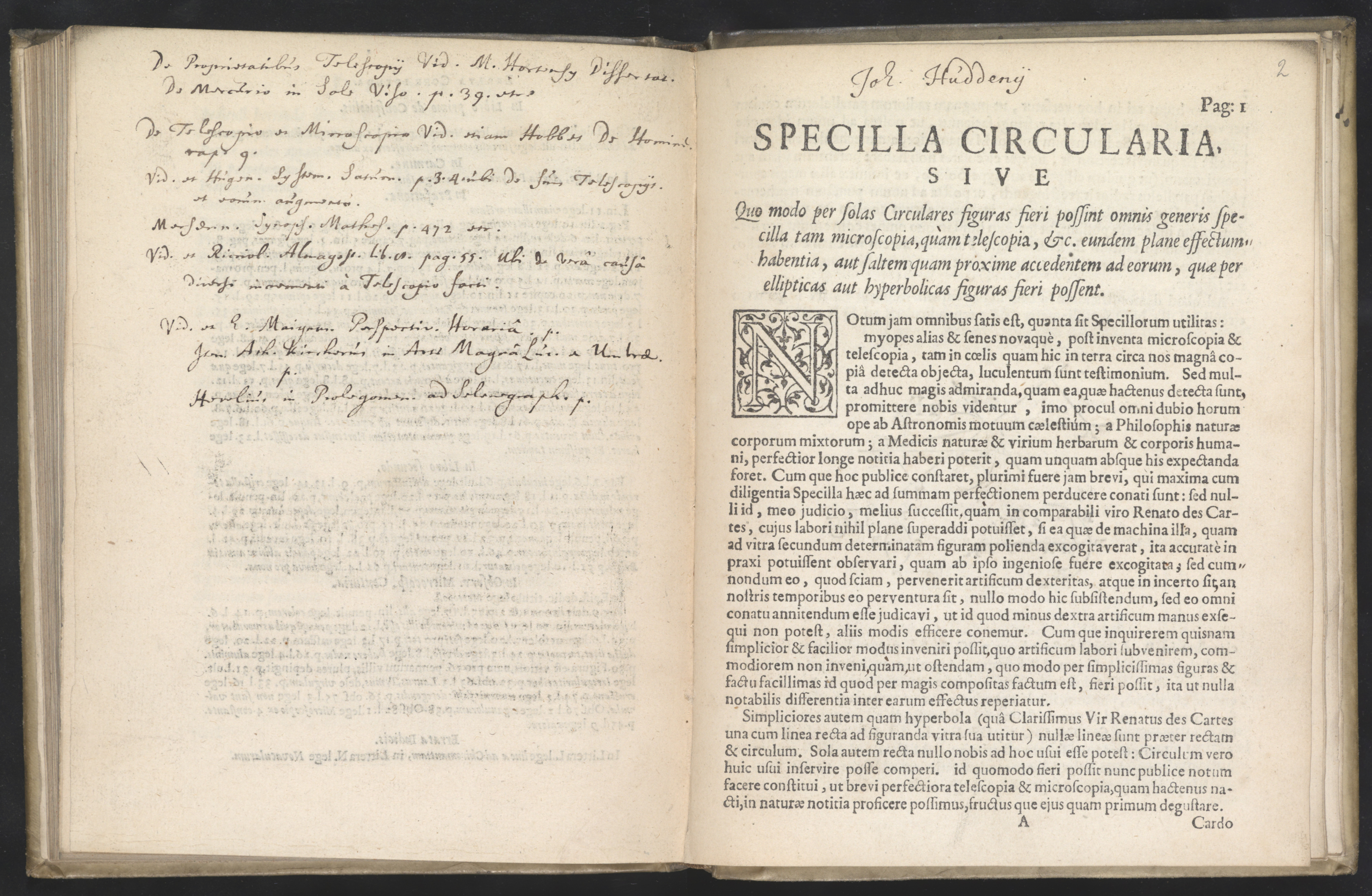
Specilla circularia, Johannes Hudde, 1656

No queda gran cosa de la seva obra, a part d'un tractat sobre la quadratura de la hipèrbola (1667) i la seva correspondència amb Johan de Witt i Christiaan Huygens, a més dels treballs seus que van ser publicats en els llibres de van Schooten.
Se sap que el 1656 va publicar uns pamflets defensant el copernicanisme, però només se'n conserven notes manuscrites i parcials, i un tractat de diòptrica Specilia circularia, en el qual defensava les lents treballades al foc, cosa que va orientar el treball dels fabricants de microscopis holandesos.
També es conserven les taules de mortalitat que va fer servir Johan de Witt per al seu llibre sobre el càlcul de primes i anualitats.
Força interès té, tot i que no es va portar a terme, el seu projecte de dotar la Companyia Neerlandesa de les Índies Orientals d'una comptabilitat que garantís un reflex exacte de la situació patrimonial i dels riscos en que incorria.
A partir de 1667, quan va ser nomenat regidor de la ciutat, ja no va continuar les recerques científiques, però des del seu càrrec es va convertir en un patrocinador de les ciències i les arts.